# Natürliche Altersstufe
Als natürliche Altersstufen werden im Waldbau Entwicklungsstufen in bewirtschafteten Wäldern bezeichnet. Die Einteilung erfolgt in erster Linie nach der vorherrschenden Baumgröße, die durch die Höhe oder den Brusthöhendurchmesser (BHD) bestimmt wird. Sie ist somit nur in mehr oder weniger gleichaltrigen Beständen möglich. Regional können die Bezeichnungen der einzelnen Stufen und vor allem die Grenzen zwischen den Stufen leicht bis stark abweichen.
| Natürliche Altersstufe | Merkmal |
| ---------------------- | --- |
| Jungwuchs              | ein natürlich oder künstlich begründeter Jungbestand bis zum Eintritt des Bestandesschlusses (Zustand, in welchem die Kronen eines Bestandes in gegenseitigem Kontakt stehen) oder bis zu einer Höhe von 2 m |
| Jungbestand            | ab Bestandsschluss bis Erreichen eines BHD von 15 cm (siehe auch Dickung) |
| Stangenholz            | überwiegend Bäume mit BHD 7–20 cm |
| Baumholz               | BHD > 20 cm, kann weiter aufgegliedert werden in - schwaches/geringes Baumholz: BHD 21–35 cm - mittleres Baumholz: BHD 36–50 cm - starkes Baumholz: BHD > 50 cm                                              |